# توپ تگرگ
توپ تگرگ یا سامانه ضد تگرگ (به انگلیسی:hail cannon) یک مولد موج ضربه ای است که ادعا می‌شود تشکیل تگرگ در جو را مختل می‌کند.

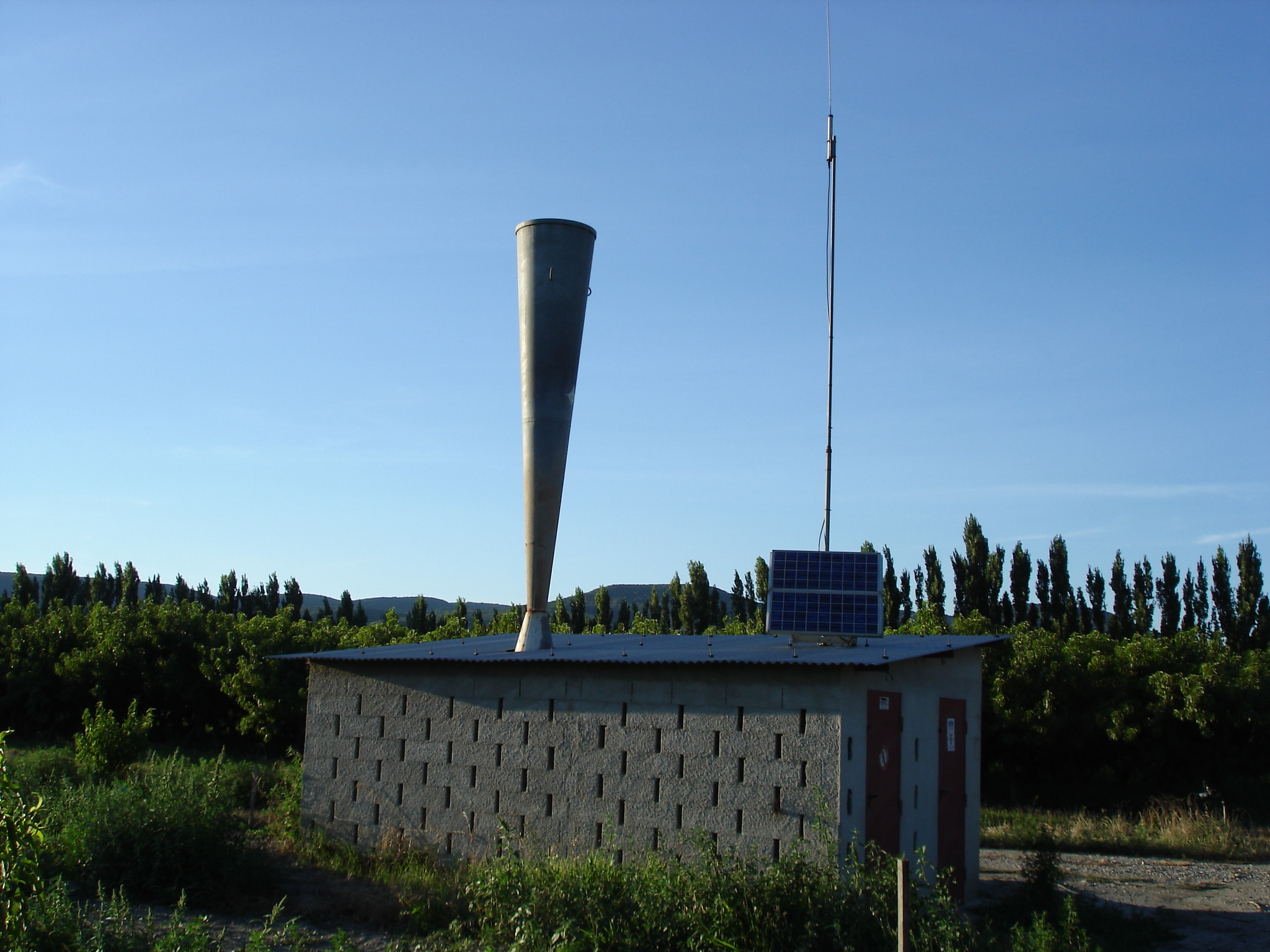
توپ تگرگ در سال ۲۰۰۷ میلادی

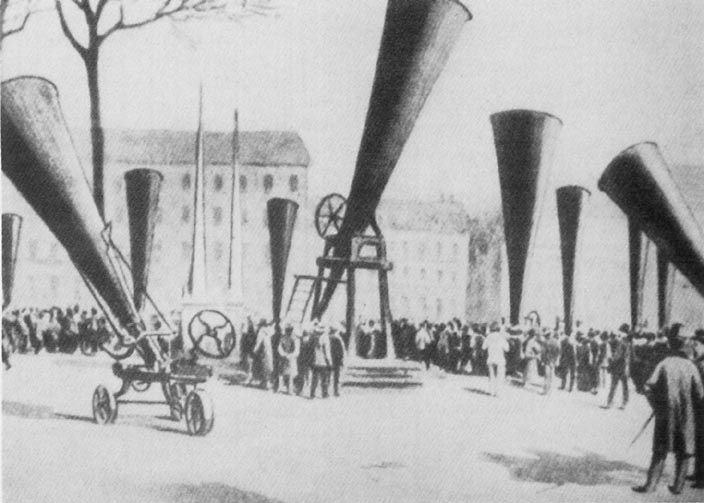
توپ‌های تگرگ در سال ۱۹۰۱ میلادی

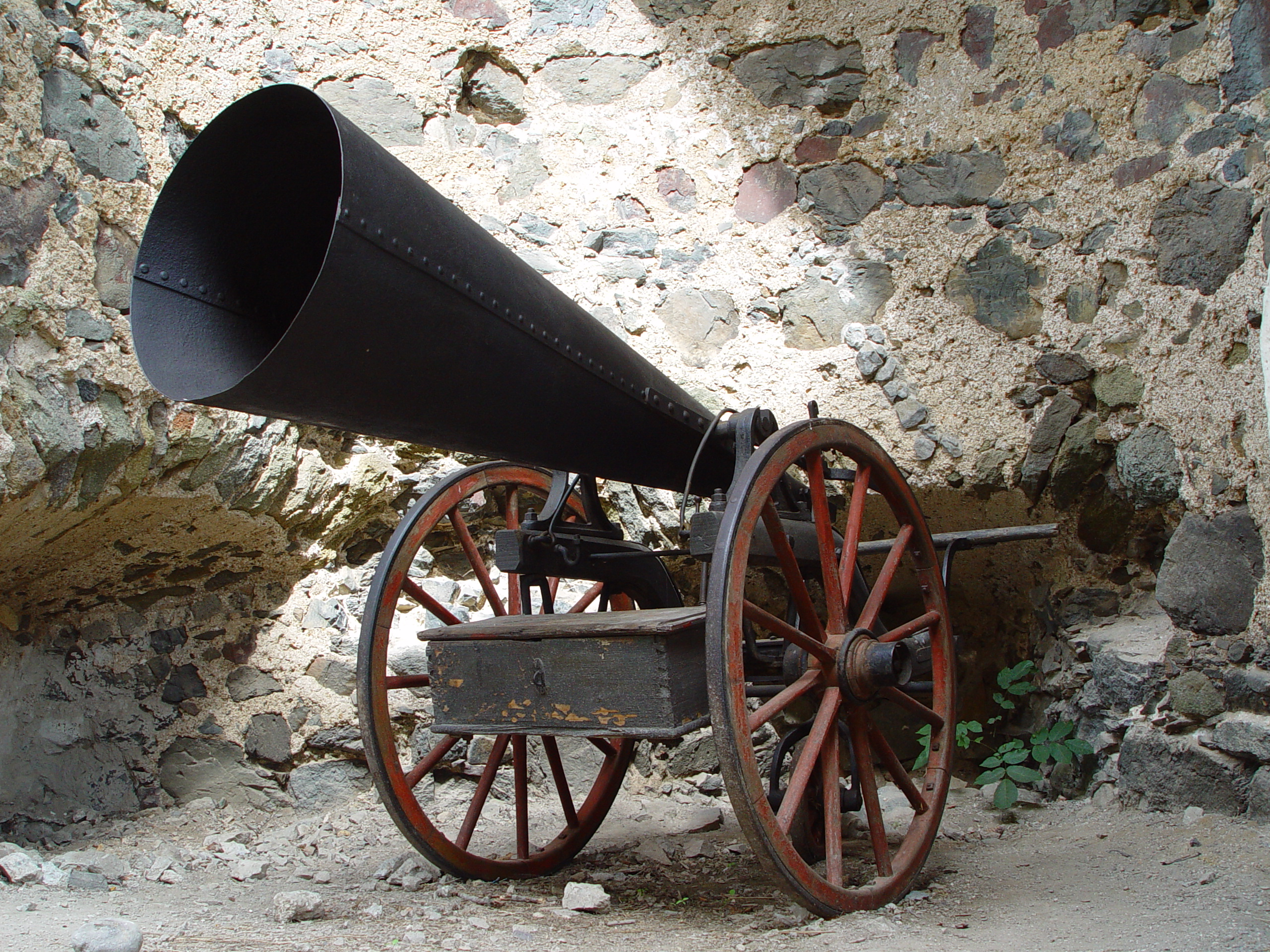
توپ تگرگ در قلعه قدیمی Banská Štiavnica (اسلواکی). احتمالاً توسط جولیوس سوکول طراحی شده‌است

معمولاً هنگام استفاده بین کشاورزان و همسایگان درگیری ایجاد می‌کنند، زیرا در زمانی که طوفان در حال نزدیک شدن است و تا زمانی که از منطقه عبور نکرده‌است، هر ۱ تا ۱۰ ثانیه یکبار شلیک می‌شوند.

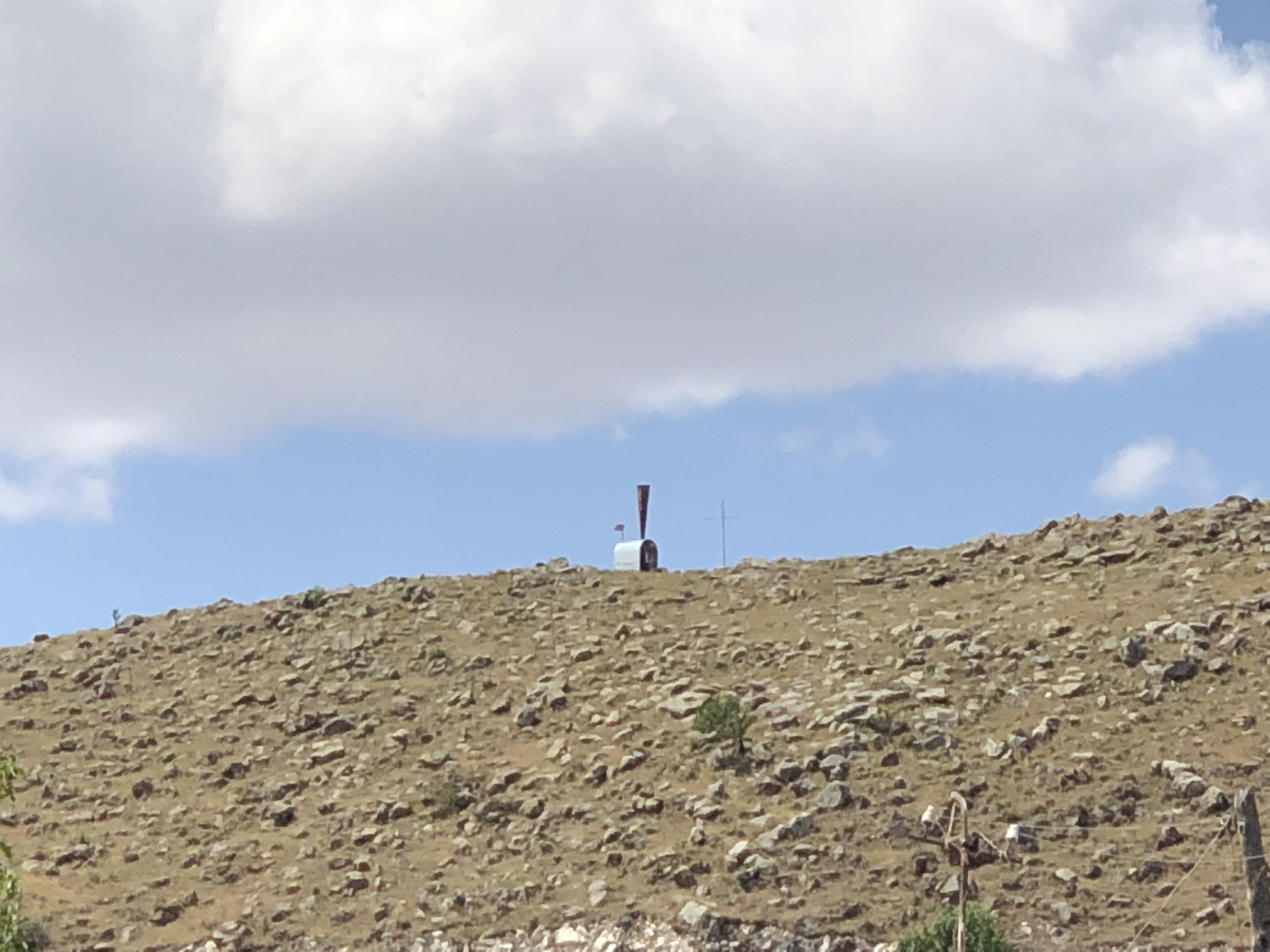
دستگاه ضدتگرگ

## تاریخچه
تاریخچه ضدتگرگ این دستگاه به دهه 1980 در آمریکا بر میگردد. سپس در کشورهای دیگری نظیر ارمنستان، نیوزیلند و ایران به تولید رسیده است.

## عملکرد
مخلوطی از استیلن و اکسیژن در محفظه پایینی دستگاه مشتعل می‌شود. همان‌طور که انفجار حاصل از گردن و مخروط عبور می‌کند، به یک موج ضربه تبدیل می‌شود. این موج ضربه ای سپس از میان تشکیلات ابری بالا عبور می‌کند، اتفاقی که سازندگان ادعا می‌کنند تشکیل تگرگ در جو را مختل می‌کند.
این سامانه قادر است در مساحت 80 الی 100 هکتار تگرگ را به باران تبدیل نماید

## دلایل و مدارک علمی
شرکت های معتبر در طی سالیان دراز نسبت به ساخت و استفاده از این دستگاه ها اقدام نموده اند.